# Олиена
Олиена (на италиански: Oliena) е град и община в Италия.

## География
Градът е разположен в долина в подножието на връх Корази (1463 м) в провинция Нуоро на област (регион) Сардиния (намираща се на едноименния остров). Намира се на около 10 км източно от провинциалния център град Нуоро и на около 25 км западно от брега на Тиренско море. Население 7454 жители към 31 декември 2008 г.

## Личности
Родени
- Джанфранко Дзола (р.1966), италиански футболист-национал